# Associazione Calcio Messina 1932-1933
Questa pagina raccoglie i dati riguardanti l'Associazione Calcio Messina nelle competizioni ufficiali della stagione 1932-1933.

## Stagione
Nella stagione 1932-1933 il Messina ha disputato il campionato di Serie B, con 30 punti si è piazzato in decima posizione di classifica,  il torneo è stato dominato dalla coppia Livorno con 51 punti, e dal Brescia con 50 punti, entrambe promosse in Serie A. Da questa stagione il Messina dispone di un nuovo stadio che è sorto in via Oreto, nel rione Gazzi, da questo quartiere prenderà il nome. L'inaugurazione ufficiosa a settembre in una partita amichevole Messina-Catania (1-1), quella ufficiale il 9 ottobre 1932 nella quarta di campionato del torneo cadetto Messina-Modena (2-0).

## Rosa
| N. |                   | Ruolo | Calciatore           |
| -- | ----------------- | ----- | -------------------- |
|    | Italia (bandiera) | C     | Ezio Borgo           |
|    | Italia (bandiera) | C     | Guglielmo Borgo      |
|    | Italia (bandiera) | D     | Mario Bruni          |
|    | Italia (bandiera) | D     | Arnaldo Calzolari    |
|    | Italia (bandiera) | C     | Giacomo Celeste      |
|    | Italia (bandiera) | A     | Giovanni Corallo     |
|    | Italia (bandiera) | C     | Salvatore Di Gennaro |
|    | Italia (bandiera) | C     | Ugo Ferrè            |
|    | Italia (bandiera) | A     | Renato Ferretti      |
|    | Italia (bandiera) | C     | Salvatore Fidomanzo  |

| N. |                   | Ruolo | Calciatore         |
| -- | ----------------- | ----- | ------------------ |
|    | Italia (bandiera) | D     | Pasquale Latella   |
|    | Italia (bandiera) | C     | Vincenzo Lumia     |
|    | Italia (bandiera) | D     | Giovanni Marchioro |
|    | Italia (bandiera) | P     | Alberto Nunzi      |
|    | Italia (bandiera) | C     | Demetrio Rando     |
|    | Italia (bandiera) | A     | Romolo Re          |
|    | Italia (bandiera) | A     | Gino Sassetti      |
|    | Italia (bandiera) | P     | Eugenio Staccione  |
|    | Italia (bandiera) | A     | Roberto Sternisa   |
|    | Italia (bandiera) | D     | Renzo Vandelli     |

## Risultati

### Girone di andata
| Pola 18 settembre 1932 1ª giornata | Grion Pola         | 0 – 0 | Messina | Stadio Comunale del Littorio\| Arbitro: \| Bertiato (Venezia) \| |
| Arbitro:                           | Bertiato (Venezia) |       |         |                                                                  |

| Arbitro: | Carletti (Ancona) |

|                          |           |              |
| Astolfi 18’ Di Bello 26’ | Marcatori | 13’ Sternisa |

| Arbitro: | Dattilo (Roma) |

|                                         |           |                                   |
| Pastacaldi 1’ Innocenti 13’ Puccini 18’ | Marcatori | 2’ Re 44’ Sternisa 52’ Ferretti I |

| Arbitro: | Sassi (Roma) |

|                     |           |  |
| Sternisa 28’ Re 57’ | Marcatori |  |

| Arbitro: | Turbiani (Ferrara) |

|                                                   |           |           |
| Lumia 4’ Fidomanzo 32’ Santillo 63’ (aut.) Re 87’ | Marcatori | 20’ Rossi |

| Arbitro: | Mazza (Torre del Greco) |

|                   |           |                                         |
| Sternisa 62’, 82’ | Marcatori | 10’ Lorini 42’, 77’ Romano 60’ Franzoni |

| Arbitro: | Ciamberlini (Genova) |

|                |           |  |
| Francovich 11’ | Marcatori |  |

| Arbitro: | Guarnieri (Milano) |

|                                   |           |  |
| Rebolino 24’ Azzimonti 60’ (rig.) | Marcatori |  |

| Arbitro: | Ciaccio (Taranto) |

|                           |           |                                |
| Sternisa 37’ G. Borgo 85’ | Marcatori | 36’ Antona 52’ Fibbi 72’ Gobbi |

| Arbitro: | Dattilo (Roma) |

|               |           |             |
| Calzolari 55’ | Marcatori | 38’ Dossena |

| 11 dicembre 1932 11ª giornata | Monfalconese | – A Tav. | Messina |  |

| Arbitro: | Melandri (Genova) |

|                               |           |  |
| Gibertoni 2’, 85’ Bianchi 88’ | Marcatori |  |

| Arbitro: | Gianni (Pisa) |

|                                    |           |            |
| Sassetti 15’ Ferretti I 52’ (rig.) | Marcatori | 42’ Severi |

| Arbitro: | Pizziolo (Firenze) |

|                |           |             |
| Ferretti I 65’ | Marcatori | 28’ Molinis |

| Arbitro: | Beraldi (Oneglia) |

|                                                           |           |  |
| Portaluppi 17’, 51’ Cappellini 25’, 81’ Rizzotti 29’, 71’ | Marcatori |  |

| Verona 19 gennaio 1933 16ª giornata | Verona             | 0 – 0 | Messina | Stadio Vecchio Bentegodi\| Arbitro: \| Quilleri (Brescia) \| |
| Arbitro:                            | Quilleri (Brescia) |       |         |                                                              |

| Arbitro: | Canetta (Alessandria) |

|                             |           |                     |
| Reggiani 7’, 83’ Vecchi 70’ | Marcatori | 52’ G. Borgo 82’ Re |

### Girone di ritorno
| Arbitro: | Zallone (Bari) |

|                            |           |  |
| Ferrè 28’ Lumia 67’ Re 89’ | Marcatori |  |

| Arbitro: | Sassi (Roma) |

|                                    |           |                       |
| Ferrè 28’ Ferretti I 88’ Lumia 90’ | Marcatori | 10’ Astolfi 32’ Lamon |

| Arbitro: | Bertolio (Torino) |

|                             |           |           |
| Ferretti I 16’ Sassetti 48’ | Marcatori | 53’ Barni |

| Arbitro: | De Sanctis (Roma) |

|                                               |           |  |
| Subinaghi 18’, 60’ Carnevali 71’ Morselli 85’ | Marcatori |  |

| La Spezia 19 marzo 1933 22ª giornata | Spezia                | 0 – 0 | Messina | Stadio Alberto Picco\| Arbitro: \| Canetta (Alessandria) \| |
| Arbitro:                             | Canetta (Alessandria) |       |         |                                                             |

| Arbitro: | Brgnone (Torino) |

|                       |           |  |
| Lorini 50’ Romano 61’ | Marcatori |  |

| Arbitro: | Gianni (Pisa) |

|                          |           |  |
| Re 33’ Sassetti 65’, 72’ | Marcatori |  |

| Arbitro: | Mazzarini (Roma) |

|                |           |            |
| Ferretti I 63’ | Marcatori | 89’ Comini |

| Vigevano 23 aprile 1933 26ª giornata | GC Vigevanesi        | 0 – 0 | Messina | Stadio Comunale\| Arbitro: \| Carnevali (Frascati) \| |
| Arbitro:                             | Carnevali (Frascati) |       |         |                                                       |

| Arbitro: | Carminati (Milano) |

|                                                                               |           |  |
| Bonivento 36’, 50’ Nekadoma 46’ Miniati 60’, 78’ Bruni 61’ (aut.) Dossena 63’ | Marcatori |  |

| 21 maggio 1933 28ª giornata | Messina | – A Tav. | Monfalconese |  |

| Arbitro: | De Sanctis (Roma) |

|  |           |                |
|  | Marcatori | 57’ Frisoni II |

| Arbitro: | Bertolio (Torino) |

|                      |           |  |
| Negri 64’ Severi 70’ | Marcatori |  |

| Arbitro: | Scotto (Savona) |

|            |           |                                    |
| Bonomi 55’ | Marcatori | 20’ Ferrè 48’ Ferretti I 84’ Lumia |

| Arbitro: | Collina (Savona) |

|                                            |           |               |
| Corallo 2’, 38’ Ferretti 5’, 69’ Lumia 64’ | Marcatori | 9’ Portaluppi |

| Arbitro: | Bertone (Milano) |

|                                    |           |  |
| Ferrè 54’ Ferretti I 72’ Lumia 79’ | Marcatori |  |

| Arbitro: | Uccello (Napoli) |

|                                                               |           |  |
| Sassetti 1’ Ferretti I 7’, 66’ (rig.) Corallo 10’ Re 70’, 78’ | Marcatori |  |

## Statistiche

### Statistiche di squadra
| Competizione | Punti | In casa | In casa | In casa | In casa | In casa | In casa | In trasferta | In trasferta | In trasferta | In trasferta | In trasferta | In trasferta | Totale | Totale | Totale | Totale | Totale | Totale | DR |
| Competizione | Punti | G       | V       | N       | P       | Gf      | Gs      | G            | V            | N            | P            | Gf           | Gs           | G      | V      | N      | P      | Gf     | Gs     | DR |
| ------------ | ----- | ------- | ------- | ------- | ------- | ------- | ------- | ------------ | ------------ | ------------ | ------------ | ------------ | ------------ | ------ | ------ | ------ | ------ | ------ | ------ | -- |
| Serie B      | 30    | 16      | 10      | 3       | 3       | 40      | 17      | 16           | 1            | 5            | 10           | 9            | 36           | 32     | 11     | 8      | 13     | 49     | 53     | -4 |

### Statistiche dei giocatori
| Giocatore     | Serie B  | Serie B |
| Giocatore     | Presenze | Reti    |
| ------------- | -------- | ------- |
| E. Borgo      | 2        | 0       |
| G. Borgo      | 15       | 2       |
| M. Bruni      | 31       | 0       |
| A. Calzolari  | 30       | 1       |
| M. Campa      | 3        | 0       |
| G. Celeste    | 1        | 0       |
| G. Corallo    | 4        | 3       |
| S. Di Gennaro | 23       | 0       |
| U. Ferrè      | 17       | 4       |
| R. Ferretti   | 31       | 12      |
| S. Fidomanzo  | 28       | 1       |
| P. Latella    | 1        | 0       |
| V. Lumia      | 29       | 6       |
| G. Marchioro  | 13       | 0       |
| A. Nunzi      | 10       | -19     |
| D. Rando      | 6        | 0       |
| R. Re         | 27       | 8       |
| G. Sassetti   | 29       | 6       |
| E. Staccione  | 22       | -34     |
| R. Sternisa   | 10       | 6       |
| R. Vandelli   | 22       | 0       |